# Gansdorp
Gansdorp, in het Engels Goosetown of Gooseburg, is een fictieve plaats die voorkomt in sommige verhalen rond Donald Duck. Het ligt niet ver van Duckstad. Vanuit Duckstad lopen er wegen en een spoorlijn naar Gansdorp.
De meeste Donald Duck-verhalen spelen zich niet af in Gansdorp zelf, waardoor niet goed bekend is hoe het dorp eruitziet. Gansdorp komt alleen geregeld ter sprake, hoofdzakelijk als een plaats die rivaliseert met Duckstad.

## Naam
De naam in het Nederlands is mogelijk een toespeling op de werkelijk bestaande plaats Ransdorp. Er bestaat in Nederland overigens ook een toponiem Gansdorp; dit is echter de naam een voormalige polder, die nu deel uitmaakt van de polder Esse, Gansdorp en Blaardorp.

## Rol in de verhalen
Gansdorp wordt hoofdzakelijk gebruikt als plaatsbepaling. Oma Duck woont bijvoorbeeld afgelegen van Duckstad, op de weg naar Gansdorp.
Verder heerst er grote rivaliteit tussen Duckstad en Gansdorp, wat blijkt uit de vele wedstrijden die tussen de twee plaatsen worden gehouden. Het voetbalteam FC Gansdorp speelt bijvoorbeeld vaak tegen FC Duckstad. 
Deze rol van Gansdorp als tegenspeler was nodig voor de afleveringen van de Donald Duck rond wereld- of Europese kampioenschappen voetbal. Ter gelegenheid hiervan worden vaak speciale voetbalnummers gemaakt waarin de wedstrijd tussen Duckstad en Gansdorp vaak voorkomt al dan niet als finale van zo'n kampioenschap indien dit plaatsvindt in Duckstad.
In Bubbleweight Camp, een verhaal van Carl Barks uit 1963, komt de Gansdorpse scoutingclub voor, die hevig concurreert met de Duckstadse Jonge Woudlopers.